# Aphis armata
Aphis armata är en insektsart. Aphis armata ingår i släktet Aphis och familjen långrörsbladlöss. Inga underarter finns listade i Catalogue of Life.

## Bildgalleri

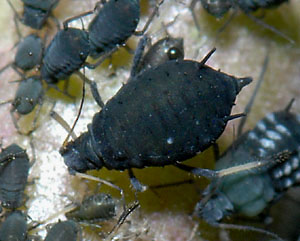
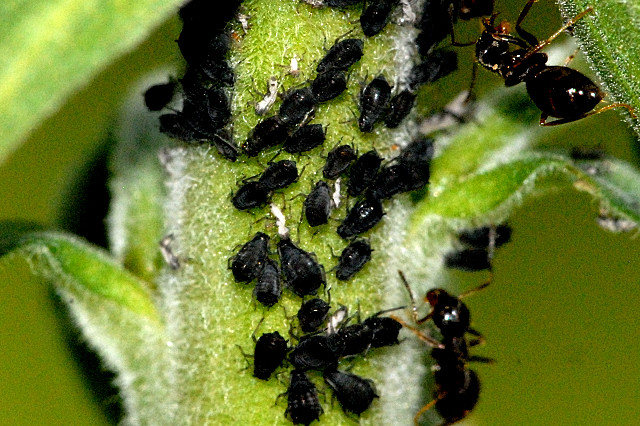